# Saturnia umbrosa
Saturnia umbrosa är en fjärilsart som beskrevs av Amiot. 1929. Saturnia umbrosa ingår i släktet Saturnia och familjen påfågelsspinnare. Inga underarter finns listade.